# 珍珠奶茶
珍珠奶茶（英語：Bubble tea），又稱波霸奶茶（英語：Boba milk tea）、珍奶、泡泡茶，是1980年代起源於臺灣的茶類飲料，為臺灣泡沫紅茶、粉圓茶飲文化中的分支，其作法為將粉圓加入奶茶中，奶茶可以是由奶精調製；另有「珍珠紅（綠）茶」、「珍珠奶綠」等衍生種類，是臺灣最具代表性的手搖飲料之一，並從臺灣流行至世界各地。

## 名稱
早期僅有珍珠奶茶一種稱呼。到了約1988年時，臺南市海安路一家名為「草蜢」的小販，以當時女星葉子楣的身材作為靈感，將珍珠奶茶改稱波霸奶茶。日後在南臺灣，日漸產生波霸指大粉圓、珍珠指小粉圓的說法，除了傳統的黑糖珍珠，近年來也出現了白色的白玉珍珠，並隨著南臺灣手搖飲店向北展店，而為全臺各地所知。
在臺灣以外，亦常見波霸「BOBA」或「Bubble」這名詞。起因是1980年代末到北美洲的台裔新移民仍以「波霸奶茶」作號召，加州各地因此出現「BOBA Tea House」、「BOBA Planet」、「BOBA World」等等茶坊，現時非台裔居民依然常說「BOBA」或「Bubble」。他們會用英語向櫃枱的服務生說：「Give me latte, and add some BOBA in, please.」（latte是牛奶，加點「波霸」），「波霸」亦成為粉圓的代名詞。2018年4月，「BOBA」一詞被收入進《牛津英語詞典》的新詞新義。

## 歷史

### 起源

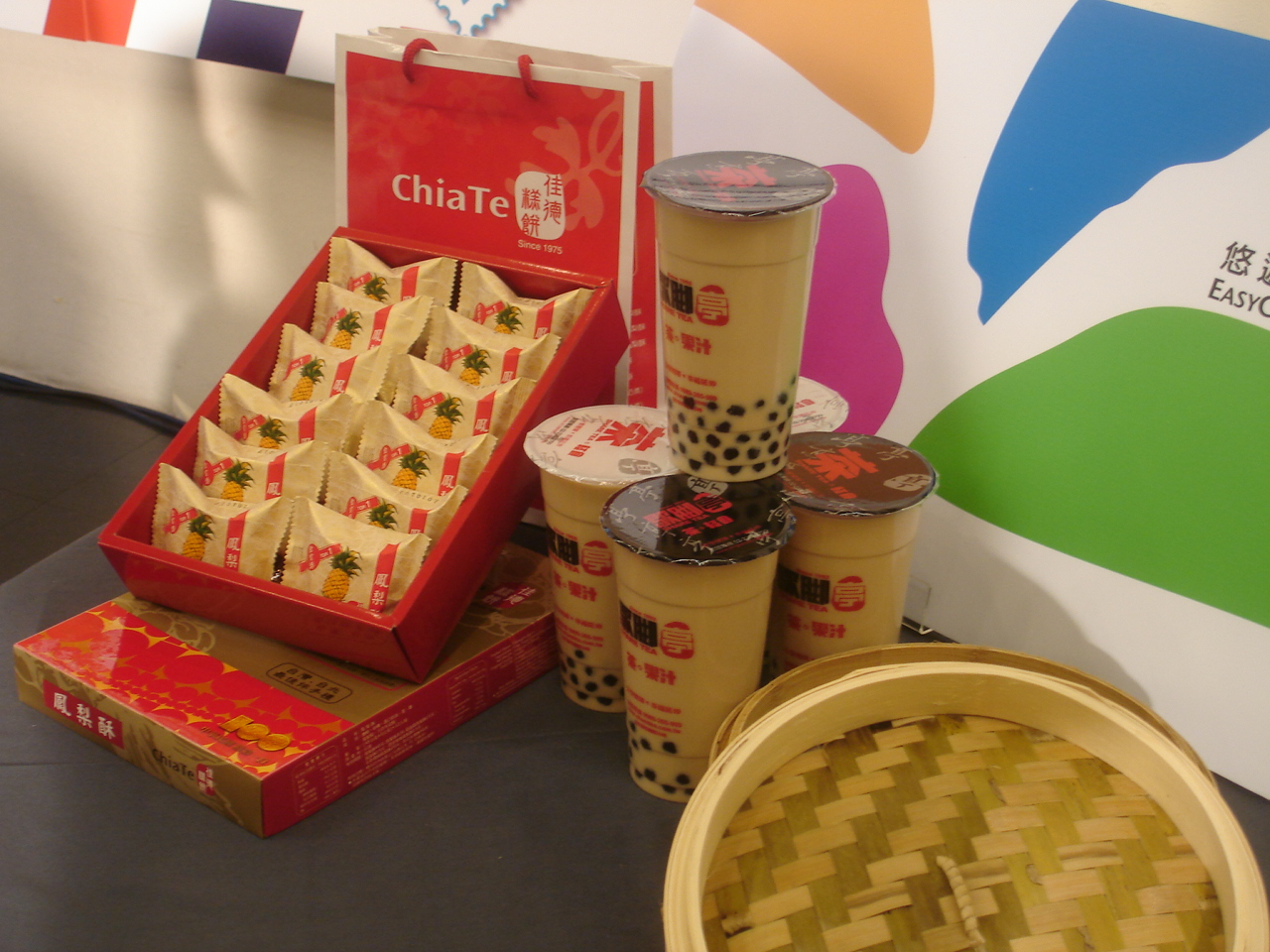
2011年中華民國建國一百年基金會遴選三大百年代表品牌之一：歇脚亭珍珠奶茶

有關珍珠奶茶的起源，有兩家臺灣茶飲業者宣稱自己是發明者，一是源自臺中的春水堂，另一是源自臺南的翰林茶館。
其起源有一說是春水堂商品部茶總監林秀慧於1985年尚為一般店員時，嘗試將粉圓加入奶茶中，成為朋友間的特調私房茶，起初是與熟客分享，後來因為頗受好評，便於1987年正式推出為店內商品。而圓潤具光澤的黑粉圓滾動於奶茶中酷似一粒粒的黑色珍珠，故以「珍珠奶茶」定名。
另一說是由翰林茶館老闆宗和於1986年在鴨母寮市場看到小販賣的白色粉圓得到靈感，將買回煮熟的粉圓加入奶茶裡試做，發現口感甚佳，因而發明出第一杯珍珠奶茶，因白色粉圓晶瑩剔透如珍珠而命名“珍珠奶茶”，之後粉圓加上黑糖才改為黑色今貌；現在門市仍可買到黑、白珍珠兩種茶飲。
為了爭論誰是發明珍珠奶茶，翰林茶館和春水堂曾互相告到臺灣法院，經過十年訴訟，最終法院判決珍珠奶茶是新型飲料，非專利商品，雙方皆無法取得專利。不過亦因為這兩家店皆未申請到專利權或商標權，才使得珍珠奶茶成為臺灣最具代表性的國民飲品。

### 发展

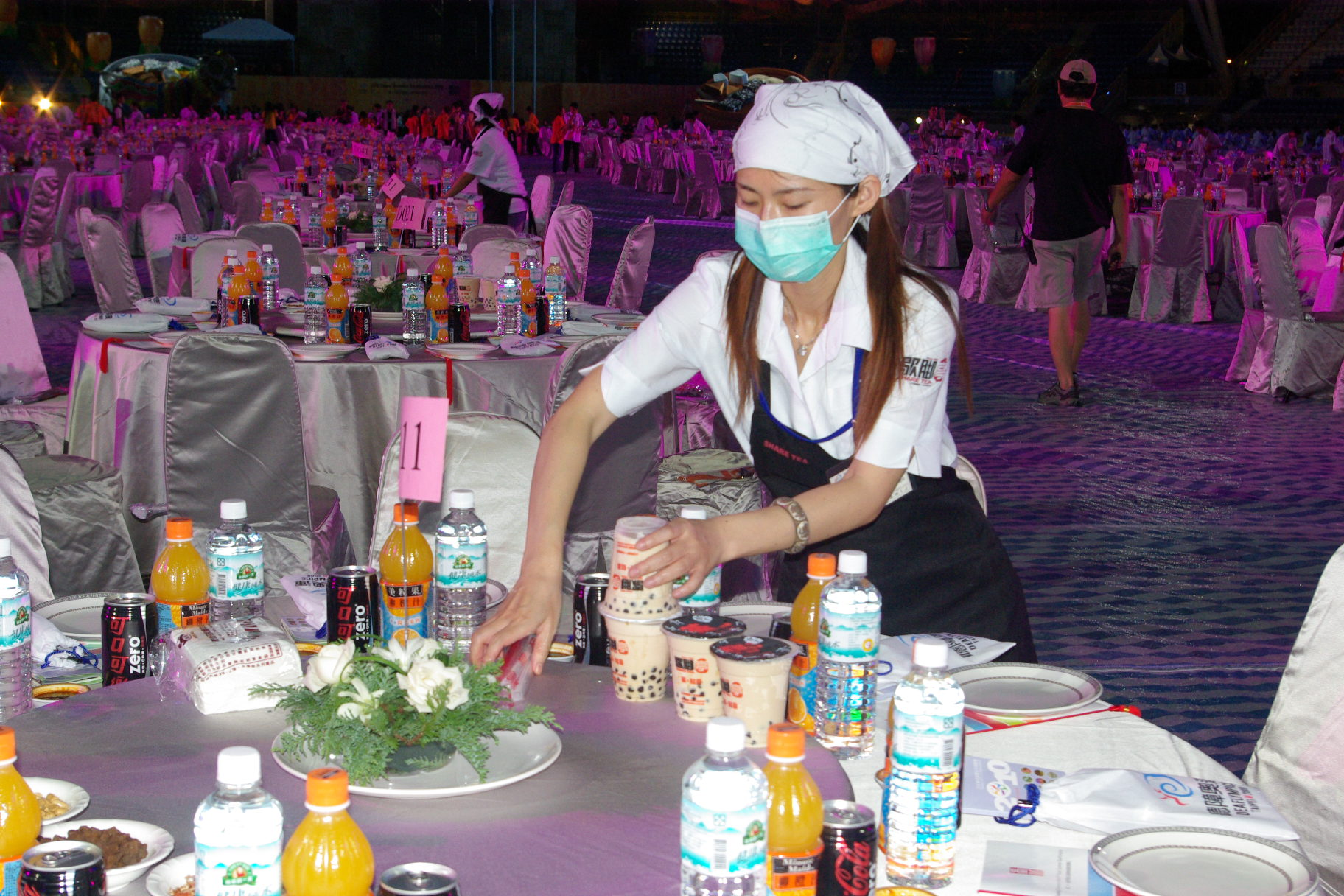
2009年夏季聽障奧林匹克運動會閉幕式指定特色茶飲 珍珠奶茶上桌

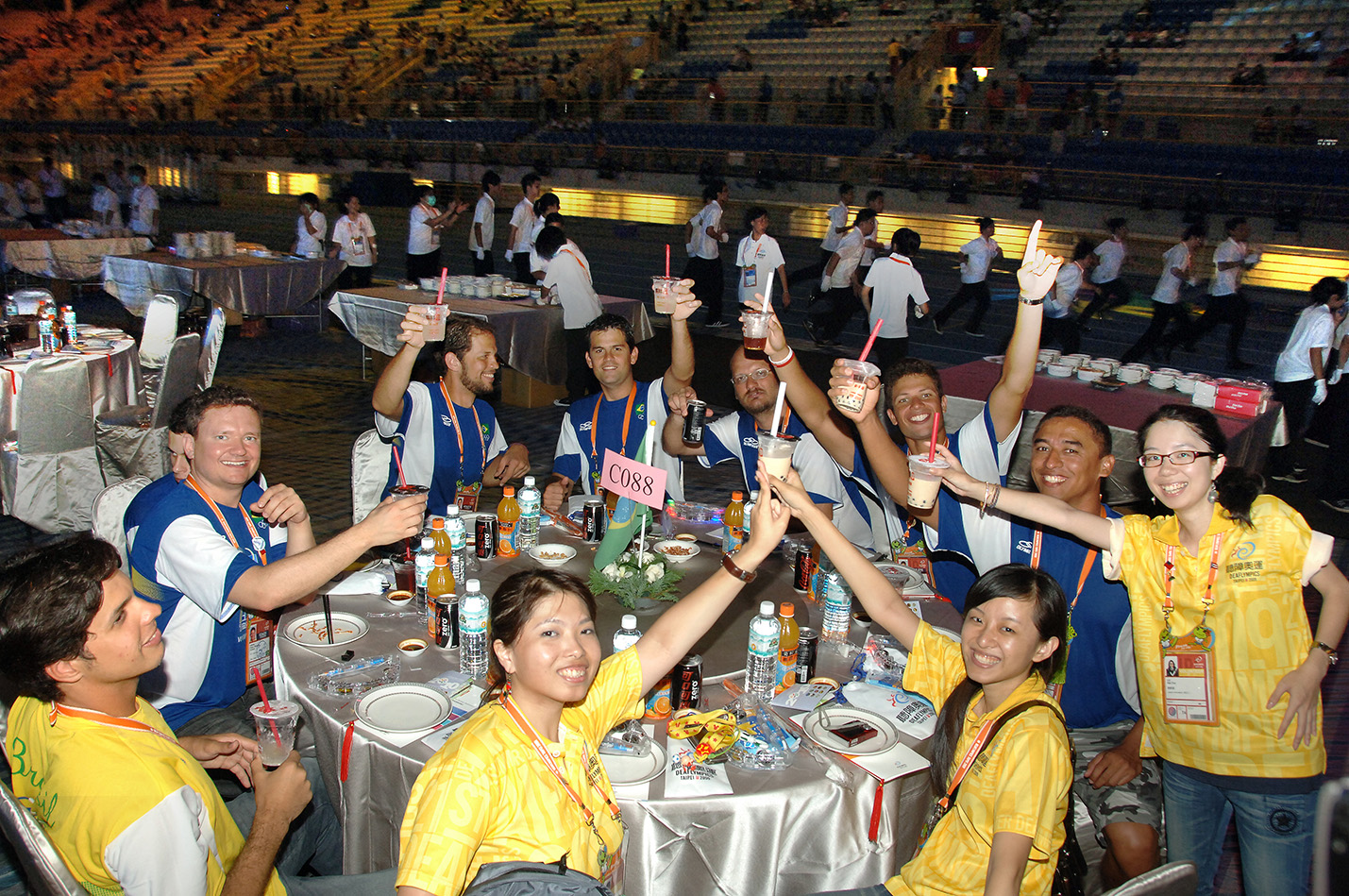
2009年夏季聽障奧林匹克運動會閉幕式受歡迎的指定特色茶飲 珍珠奶茶舉杯

1980年代中期，泡沫紅茶成為臺灣的流行飲料，並使主打泡沫紅茶等流行型茶飲的飲料店如雨後春筍般林立於臺灣各大都市街頭，此為珍珠奶茶流行的先聲
。1990年代前半，珍珠奶茶漸出現於許多茶飲店的菜單。由於泡沫紅茶店是咖啡店在臺灣流行之前，上班族談生意與學生聚會的熱門場所，珍珠奶茶開始廣受學生喜好。接著，在學校附近或補習班密集的商圈、夜市等，逐漸出現珍珠奶茶的攤販。1990年代後期，有業者引進「自動封口機」取代傳統杯蓋，不會發生奶茶從杯蓋溢出的問題，在飲用時才用吸管刺穿塑膠薄膜，方便外帶。許多新的投資業者，如樂立杯、休閒小站、大聯盟、快可立等，採用自動封口機開始拓展連鎖外帶飲料店業務。自此，外帶式的珍珠奶茶店成為主流，也因為連鎖店的參加，商人開始將珍珠奶茶拓展到全世界，成為國際知曉的臺灣飲食之一。

### 进入海外市场
珍珠奶茶從臺灣打入海外市場，首先的對象是同樣有著類似茶飲文化的漢字文化圈。1990年代，珍珠奶茶登陸香港，臺灣的連鎖手搖飲料店快速地在香港各區開業，譬如休閒小站、快可立等。同期，珍珠奶茶传入中国大陆，并迅速打响知名度，成为最畅销的饮品之一，在年轻群体中尤为受欢迎。日本則約從2018年起掀起珍珠奶茶的熱潮，但相對於臺灣的平民飲品印象，珍珠奶茶在日本被定位為時尚飲品、且價位較臺灣為高。由珍珠奶茶所衍生出來的嚼珍珠（タピる）一詞更榮獲日本2019年，第36屆新語、流行語大賞第四名，此外在一些日本動畫裡亦會有主角喝珍珠奶茶的鏡頭出現。
緊鄰中日兩國旁的韓國，珍珠奶茶也成為當地年輕人的時髦飲品之一，受歡迎程度完全不輸中日兩國。而珍珠奶茶在部分國家地區的發展成功，也被認為是臺灣手搖飲料店進軍世界的象徵。現今除了東亞外，珍珠奶茶也逐漸在東南亞和歐美落地生根。

## 軼聞
2004年，台灣陳水扁政府提出對美國三項軍購案，由於社會上對預算存在疑慮，當時國防部甚至推出文宣，由常四偉少將帶頭喊出「一天少喝一杯珍珠奶茶」的口號。
日本來台發展YouTuber三原慧悟因酷愛喝台灣的珍珠奶茶，在其2018年11月台北花博舞蝶館的公演會中，創下680公升「最大杯珍珠奶茶」的金氏世界紀錄。
台灣知名歌手張惠妹曾在養傷期間，天天喝珍珠奶茶，導致體重大增。

## 材料與製作
珍珠奶茶的珍珠原材料為木薯粉，棕黑色澤來自於黑糖或焦糖色素。也可使用市售的乾珍珠，兩者皆需要在滾水裡烹煮、悶熟。煮好後的珍珠通過沖洗冰水急速降溫可增加口感，再倒入裝有糖水的容器中浸泡。
將紅茶或其他基底茶類倒入搖杯，加入牛奶或奶精粉混合均勻後，再加入珍珠即完成珍珠奶茶。

## 健康與安全
奶茶採用的奶精種類，包括液狀、粉狀等，台灣珍珠奶茶一般採用粉狀奶精但也有採用鮮奶（紅茶拿鐵），由於粉狀奶精熱量較高，且木薯珍珠也具有極高熱量（一顆約數大卡不等），珍珠奶茶主要是冷飲，但舌頭在品嚐冷飲時會因為低溫的麻痺對味道較不敏感，所以冷飲要比熱飲加入大量糖分，才可以來帶出相同程度的甜味。一杯500cc珍珠奶茶的熱量約700大卡，相當於一個普通排骨便當的熱量、但飽足感低，對於致力於減輕體重的人們，不宜經常飲用。
奶茶中大多使用高果糖糖漿、蔗糖、黑糖或蜂蜜，過量飲用可能有罹患糖尿病、脂肪肝等疾病之風險。

## 表情符號
2018年9月2日，將珍珠奶茶列入Unicode的表情符號之提案被提交到統一碼聯盟。
2020年1月29日，珍珠奶茶的表情符號正式收錄於Unicode的補充符號和圖符區段，代碼及圖案為：U+1F9CB 🧋 BUBBLE TEA 。
Google於2023年1月29日在其首頁的涂鸦推出製作珍珠奶茶的互動遊戲，以慶祝珍珠奶茶表情符號誕生三周年。在遊戲中，玩家要扮演台灣犬老闆，為不同的客人調製珍珠奶茶。
|             | 🧋              | 🧋          |
| ----------- | --------------- | ----------- |
| Unicode名称 | BUBBLE TEA      | BUBBLE TEA  |
| 编码        |                 |             |
| Unicode     | 26031           | U+1F9CB     |
| UTF-8       | 240 159 167 139 | F0 9F A7 8B |
| UTF-16      | 55358 56779     | D83E DDCB   |
| 字符值引用  | &#129483;       | &#x1F9CB;   |

## 外部連結
- 珍珠奶茶界星巴克 連鎖輔導教學 （页面存档备份，存于）（經濟日報）
- 翰林茶館 自認珍奶始祖（自由時報）
- 珍奶效應另一章　兩大龍頭爭奪發明權（新台灣新聞週刊）
- 珍奶大戰　春水、翰林爭發明權　法官沒認定誰是始祖 （页面存档备份，存于）（東森新聞網）